# Henry H. Fowler
Henry Hammill Fowler, född 5 september 1908 i Roanoke i Virginia, död 3 januari 2000 i Alexandria i Virginia, var en amerikansk demokratisk politiker.
Fowler avlade 1929 grundexamen vid Roanoke College. Han avlade 1932 juristexamen vid Yale Law School. Han anställdes 1934 som jurist av Tennessee Valley Authority. Han hörde till en grupp jurister, som försvarade TVA:s författningsenlighet.
Fowler tjänstgjorde som biträdande finansminister 1961-1964 och som USA:s finansminister 1965-1968. Som finansminister deltog han 1967-1968 i internationella konferenser för att skapa systemet med särskilda dragningsrätter. Han lämnade finansministeriet för investmentbanken Goldman Sachs.
Fowler är begravd på Christ Church Cemetery i Alexandria i Virginia.